# Mike Hartfield
Michael « Mike » Hartfield (né le 29 mars 1990) est un athlète américain, spécialiste du saut en longueur.

## Carrière
En mai 2015, à Pékin, il porte son record personnel à 8,27 m. Il se classe deuxième du Birmingham Grand Prix, et deuxième des Bislett Games. Il améliore cette marque le 16 mai 2016 lors du meeting de Baie-Mahault, réalisant 8,34 m (+ 0,3 m/s).
Bien que n'ayant terminé que 5e lors des sélections olympiques américaines, il est choisi pour remplacer Marquis Dendy blessé.

### Records
| Épreuve          | Performance | Lieu         | Date        |
| ---------------- | ----------- | ------------ | ----------- |
| Saut en longueur | 8,34 m      | Baie-Mahault | 15 mai 2016 |